# Tordas Rádió
A Tordas Rádió Magyarország első kisközösségi rádiója. Kalózrádióként a leghosszabb ideig működött Magyarországon.
A Tordas Rádió sajátos falurádióként 2000. március 15-én kezdte sugárzását a Fejér megyei Tordason. Az első 10 évben az FM 90.00 frekvenciát használva nonstop kalózrádióként működött. 1 wattos teljesítményével kizárólag a falu határain belül volt hallható, szlogenje szerint: „Falutáblától falutábláig”.
2008 óta a budapesti Tilos Rádió segítségével interneten is hallható.
A rádió 2010-ben az Országos Rádió és Televízió Testülettől (ORTT) legális frekvenciát kapott, és 2010. október 23-án legális sugárzásba kezdett 93,7 MHz-en.
A Nemzeti Média- és Hírközlési Hatóság (NMHH) 2012-ben ellehetetlenítette a rádió földfelszíni sugárzását, így a továbbiakban netrádióként működnek. A rádió életben tartója ezután Vida Antal (Vida Tóni) halbiológus.
Zenei világával az elposványosodott magyar zenei közízlés ellenpontjának számít. Budapesten kézről kézre terjedő válogatás CD-i és rendszeres rendezvényei a városi szubkultúra részévé emelték ezt a kis falurádiót.

## Adatai
- Sugárzó frekvencia: FM 93,7 MHz
- Hivatalos adások kezdete: 2010. október 23.
- Adóteljesítmény: 2 W
- Antenna kimenő teljesítménye: 1 W
- Műsorszolgáltatási jogosultság: ORTT 48/2010. (I.13) sz. határozata
- Elérhetőség: tordasradio  gmail.com

## Külső hivatkozások
- Honlap
- Tordas Rádió.blog.hu
- Online adás
- A Tordas Rádió a Facebookon